# Campionati europei di ginnastica artistica maschile
I campionati europei maschili di ginnastica artistica (ufficialmente European Men's Artistic Gymnastics Championships) sono una competizione continentale riservata alla categoria maschile che assegna il titolo di campione europeo di ginnastica artistica, sia nei vari concorsi individuali, che nel concorso a squadre nazionali. Sono organizzati annualmente dal 1955; dal 1985 sono organizzati dalla federazione continentale, l'Unione Europea di Ginnastica.

## Edizioni
| Anno | Edizione           | Stato            | Città                |
| ---- | ------------------ | ---------------- | -------------------- |
| 1955 | I                  | Germania Ovest   | Francoforte sul Meno |
| 1957 | II                 | Francia          | Parigi               |
| 1959 | III                | Danimarca        | Copenaghen           |
| 1961 | IV                 | Lussemburgo      | Lussemburgo          |
| 1963 | V                  | Jugoslavia       | Belgrado             |
| 1965 | VI                 | Belgio           | Anversa              |
| 1967 | VII                | Finlandia        | Tampere              |
| 1969 | VIII               | Polonia          | Varsavia             |
| 1971 | IX                 | Spagna           | Madrid               |
| 1973 | X                  | Francia          | Grenoble             |
| 1975 | XI                 | Svizzera         | Berna                |
| 1977 | XII                | Unione Sovietica | Vilnius              |
| 1979 | XIII               | Germania Ovest   | Essen                |
| 1981 | XIV                | Italia           | Roma                 |
| 1983 | XV                 | Bulgaria         | Varna                |
| 1985 | XVI                | Norvegia         | Oslo                 |
| 1987 | XVII               | Unione Sovietica | Mosca                |
| 1989 | XVIII              | Svezia           | Stoccolma            |
| 1990 | XIX                | Svizzera         | Losanna              |
| 1992 | XX                 | Ungheria         | Budapest             |
| 1994 | XXI                | Rep. Ceca        | Praga                |
| 1996 | XXII               | Danimarca        | Brøndby              |
| 1998 | XXIII              | Russia           | San Pietroburgo      |
| 2000 | XXIV               | Germania         | Brema                |
| 2002 | XXV                | Grecia           | Patrasso             |
| 2004 | XXVI               | Slovenia         | Lubiana              |
| 2005 | I (individuali)    | Ungheria         | Debrecen             |
| 2006 | XXVII              | Grecia           | Volo                 |
| 2007 | II (individuali)   | Paesi Bassi      | Amsterdam            |
| 2008 | XXVIII             | Svizzera         | Losanna              |
| 2009 | III (individuali)  | Italia           | Milano               |
| 2010 | XXIX               | Regno Unito      | Birmingham           |
| 2011 | IV (individuali)   | Germania         | Berlino              |
| 2012 | XXX                | Francia          | Montpellier          |
| 2013 | V (individuali)    | Russia           | Mosca                |
| 2014 | XXXI               | Bulgaria         | Sofia                |
| 2015 | VI (individuali)   | Francia          | Montpellier          |
| 2016 | XXXII              | Svizzera         | Berna                |
| 2017 | VII (individuali)  | Romania          | Cluj-Napoca          |
| 2018 | XXXIII             | Regno Unito      | Glasgow              |
| 2019 | VIII (individuali) | Polonia          | Stettino             |
| 2020 | XXXIV              | Turchia          | Mersina              |
| 2021 | IX (individuali)   | Svizzera         | Basilea              |
| 2022 | XXXV               | Germania         | Monaco di Baviera    |
| 2023 | X (individuali)    | Turchia          | Adalia               |
| 2024 | XXXVI              | Italia           | Rimini               |
| 2025 | XI (individuali)   | Israele          | Tel Aviv             |

## Medagliere
Aggiornato ai Campionati europei individuali di Basilea 2021. Include i campionati individuali.
| Pos.   | Paese            | Oro | Argento | Bronzo | Totale |
| ------ | ---------------- | --- | ------- | ------ | ------ |
| 1      | Unione Sovietica | 90  | 59      | 35     | 184    |
| 2      | Russia           | 39  | 21      | 29     | 89     |
| 3      | Romania          | 19  | 22      | 14     | 55     |
| 4      | Ucraina          | 16  | 18      | 14     | 48     |
| 5      | Italia           | 16  | 10      | 17     | 43     |
| 6      | Grecia           | 15  | 6       | 6      | 27     |
| 7      | Gran Bretagna    | 14  | 15      | 15     | 44     |
| 8      | Ungheria         | 14  | 12      | 16     | 42     |
| 9      | Bulgaria         | 12  | 9       | 12     | 33     |
| 10     | Jugoslavia       | 11  | 5       | 9      | 25     |
| 11     | Bielorussia      | 10  | 14      | 13     | 37     |
| 12     | Germania         | 10  | 9       | 15     | 34     |
| 13     | Germania Est     | 7   | 17      | 17     | 41     |
| 13     | Francia          | 7   | 17      | 17     | 41     |
| 15     | Svizzera         | 7   | 6       | 12     | 25     |
| 16     | Spagna           | 7   | 4       | 3      | 14     |
| 17     | Paesi Bassi      | 6   | 3       | 2      | 11     |
| 18     | Germania Ovest   | 5   | 5       | 11     | 21     |
| 19     | Slovenia         | 4   | 5       | 5      | 14     |
| 20     | Polonia          | 3   | 7       | 8      | 18     |
| 21     | Israele          | 3   | 4       | 7      | 14     |
| 22     | Armenia          | 2   | 4       | 5      | 11     |
| 22     | Turchia          | 2   | 5       | 5      | 12     |
| 24     | Svezia           | 2   | 4       | 4      | 10     |
| 25     | Cecoslovacchia   | 2   | 2       | 2      | 6      |
| 26     | Croazia          | 1   | 7       | 1      | 9      |
| 27     | Finlandia        | 1   | 4       | 5      | 10     |
| 28     | Lettonia         | 1   | 1       | 1      | 3      |
| 28     | Lituania         | 1   | 1       | 1      | 3      |
| 30     | Cipro            | 1   | 0       | 1      | 2      |
| 31     | Albania          | 1   | 0       | 0      | 1      |
| 31     | Irlanda          | 1   | 0       | 0      | 1      |
| 33     | Austria          | 0   | 1       | 1      | 2      |
| 34     | Lussemburgo      | 0   | 1       | 0      | 1      |
| 34     | Norvegia         | 0   | 1       | 0      | 1      |
| 34     | Rep. Ceca        | 0   | 0       | 1      | 1      |
| Totale | Totale           | 329 | 298     | 303    | 930    |